# Vaxsjön, Jämtland
Vaxsjön är en sjö i Bräcke kommun i Jämtland och ingår i Ljungans huvudavrinningsområde. Sjön har en area på 1,41 kvadratkilometer och ligger 313 meter över havet. Sjön avvattnas av vattendraget Vaxsjöån.

## Delavrinningsområde
Vaxsjön ingår i det delavrinningsområde (696192-145703) som SMHI kallar för Utloppet av Vaxsjön. Medelhöjden är 368 meter över havet och ytan är 17,36 kvadratkilometer. Räknas de 13 avrinningsområdena uppströms in blir den ackumulerade arean 119,74 kvadratkilometer. Vaxsjöån som avvattnar avrinningsområdet har biflödesordning 3, vilket innebär att vattnet flödar genom totalt 3 vattendrag innan det når havet efter 232 kilometer. Avrinningsområdet består mestadels av skog (78 procent). Avrinningsområdet har 1,58 kvadratkilometer vattenytor vilket ger det en sjöprocent på 9,1 procent.